# Jättetrattskivling
Jättetrattskivling (Leucopaxillus giganteus) är en svampart som först beskrevs av James Sowerby, och fick sitt nu gällande namn av Rolf Singer 1939. Jättetrattskivling ingår i släktet Leucopaxillus och familjen Tricholomataceae.  Arten är reproducerande i Sverige. Inga underarter finns listade i Catalogue of Life.
Jättetrattskivling gör skäl för namnet då hatten kan bli uppåt 40 centimeter i diameter. De bildar ofta häxringar i hagmarker, trädgårdar och parker och förekommer i länder med tempererat klimat i Europa och Nordamerika. Lukten beskrivs som mjölig. Historiskt sett har svampen betraktats som ätlig, företrändandevis då unga fruktkroppar, men med tillägg som att de kan avkokas för att mildra den starka och säregna smaken. Rapporter om illamående och magproblem efter förtäring har gjort att allt flera mykologer varit tveksamma till att klassa den som matsvamp.
Svampen har visat sig innehålla ämnen som framkallar apoptos i cancerceller.

## Källor

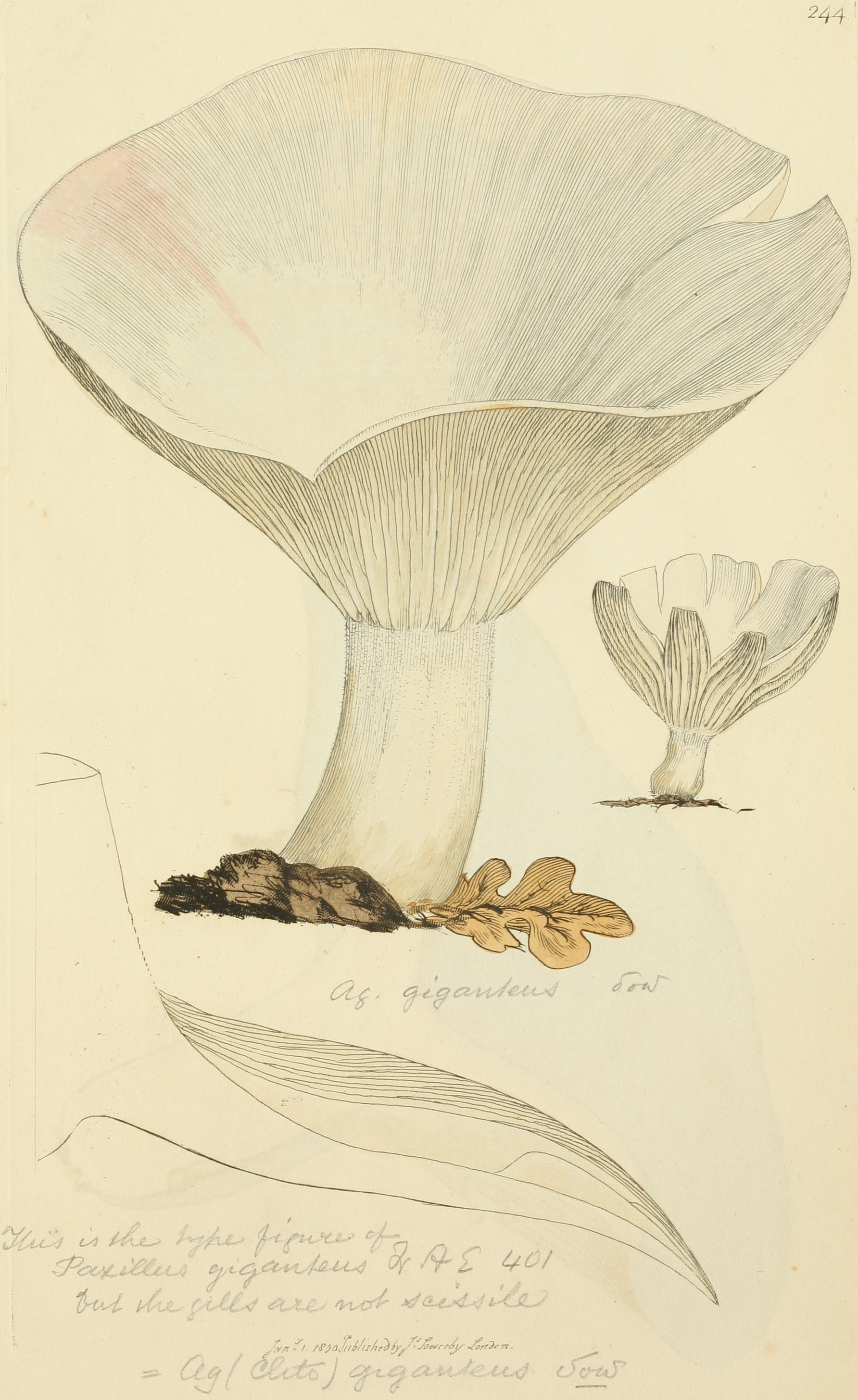
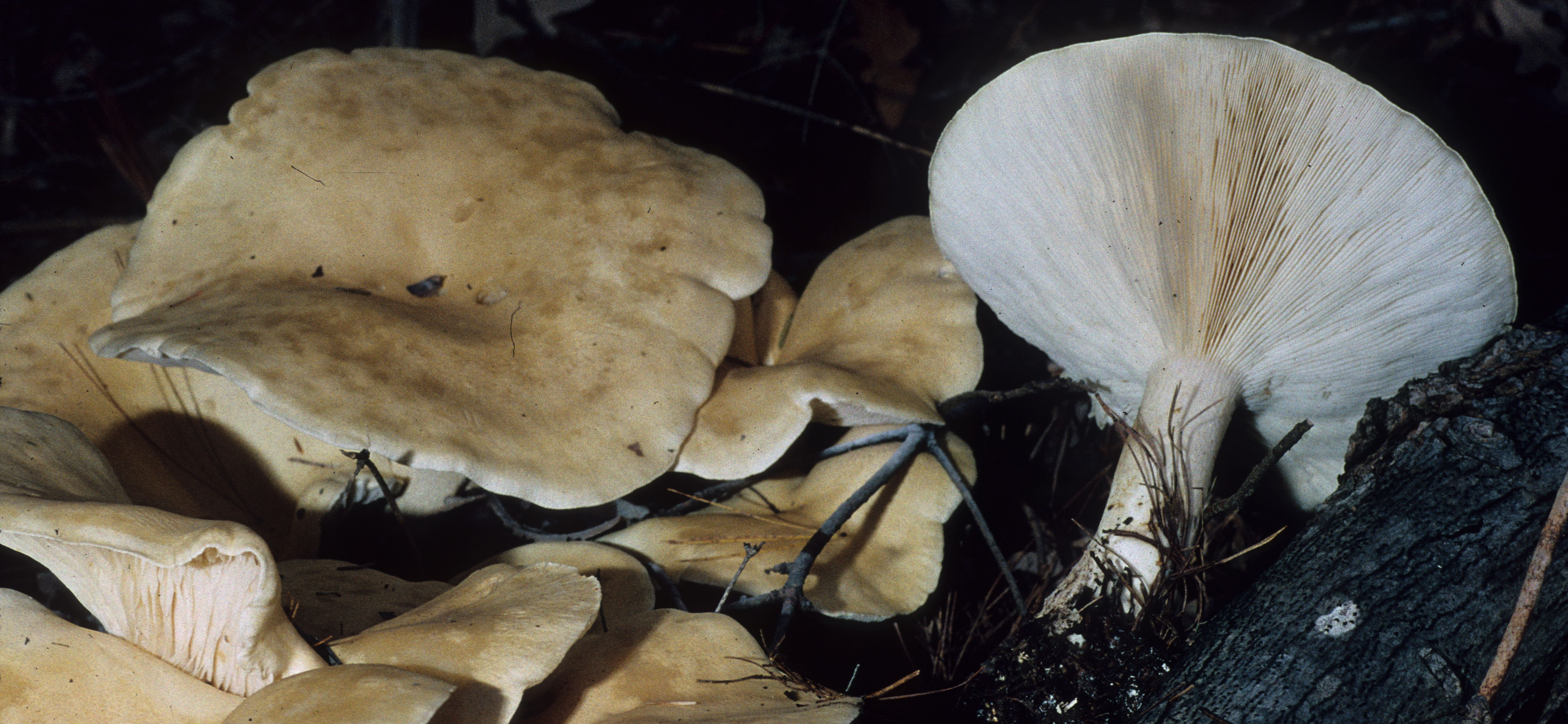
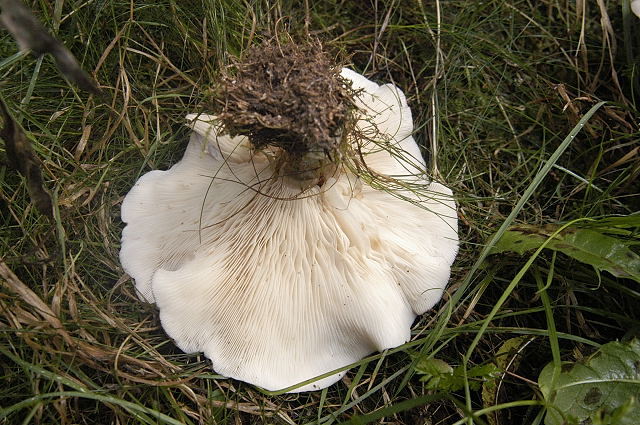